# Ondrohó
Ondrohó (szlovákul Ondrochov) Nyitramalomszeg településrésze, egykor önálló falu Szlovákiában, a Nyitrai kerületben, az Érsekújvári járásban.

## Fekvése
Érsekújvártól 15 km-re északra a Kis-Nyitra partján fekszik.

## Története
A régészeti leletek szerint határában már az újkőkorban, az i. e. 3000 - 2000 közötti időben éltek emberek. A bronzkorból a nyitrai és a hévmagyarádi kultúra temetkezései és tárgyi emlékei kerültek itt elő.
Ondrohót 1156-ban említi először írott forrás. 1311-ben Csák Máté katonái dúlták fel, ezután több mint száz évig lakatlan volt. A 15. század közepén a husziták megjelenésével egyidőben települt be újra. 1550-ben a török támadta meg a falut, ekkor kastélya is elpusztult és romos is maradt. 
1620-ban két gyereket vittek el a faluból a martalócok. 1660-ban, 1663-ban és 1664-ben újabb török támadások érték. A török rajtaütésein túl az újra és újra kitörő járványok is tizedelték a lakosságot. Lakói mezőgazdasággal, állattartással foglalkoztak és napszámos munkákból éltek, de volt a faluban molnár, tanító és szabó is. Sörfőzdéje és pálinkafőzdéje is működött. Iskoláját 1800-ban említik először.
Fényes Elek szerint "Ondreho, puszta, A. Nyitra vmegyében, Surányhoz közel."
1876-ban megépült a Nyitra - Nagysurány vasútvonal, melynek a falu egyik állomása lett. Nyitramalomszeget és Ondrohót 1960-ban egyesítették.
A trianoni békeszerződésig Nyitra vármegye Érsekújvári járásához tartozott.

## Népessége
2001-ben Nyitramalomszeg 1592 lakosából 1547 szlovák volt, a magyarok száma 15.

## Nevezetességei

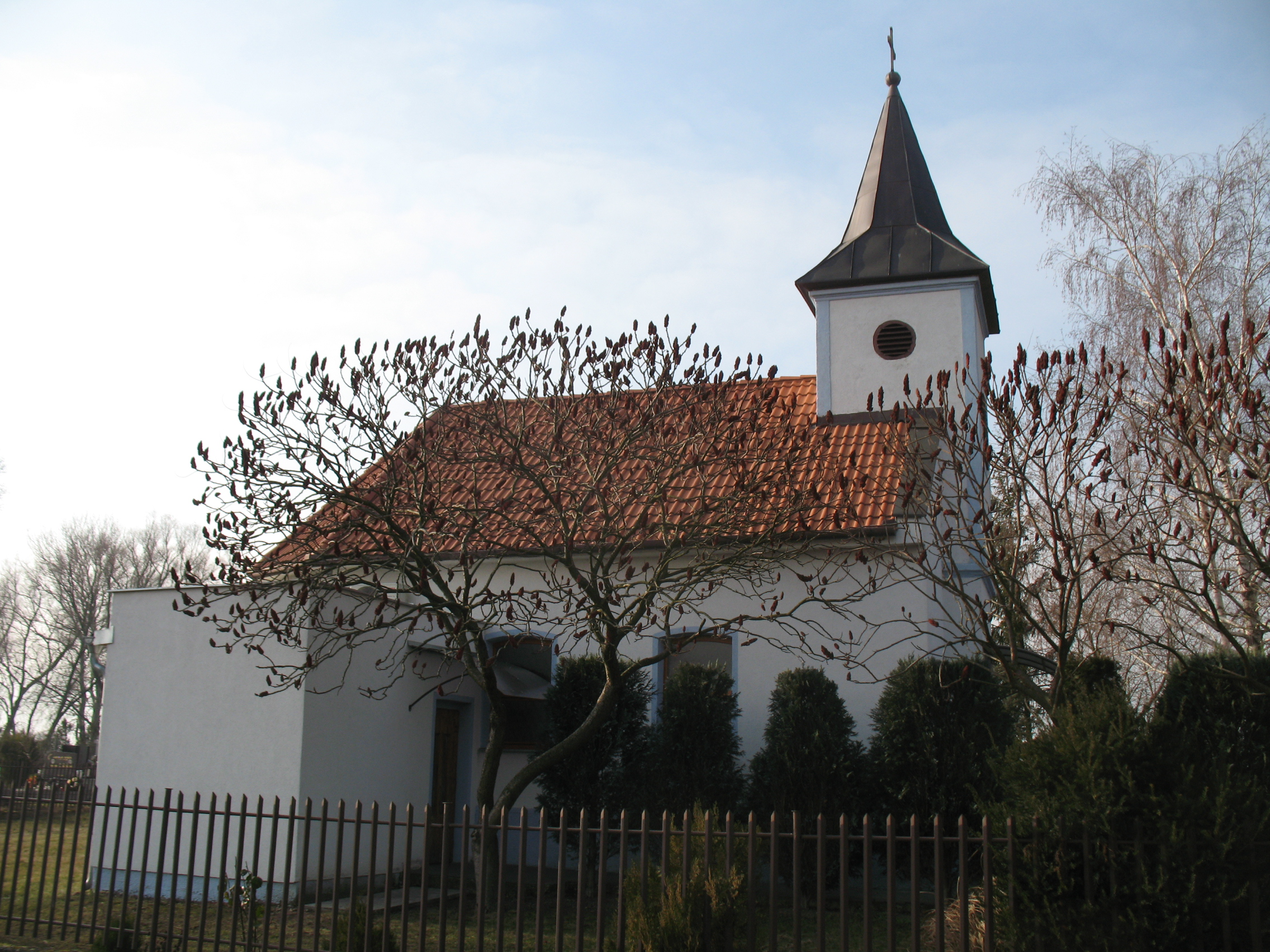
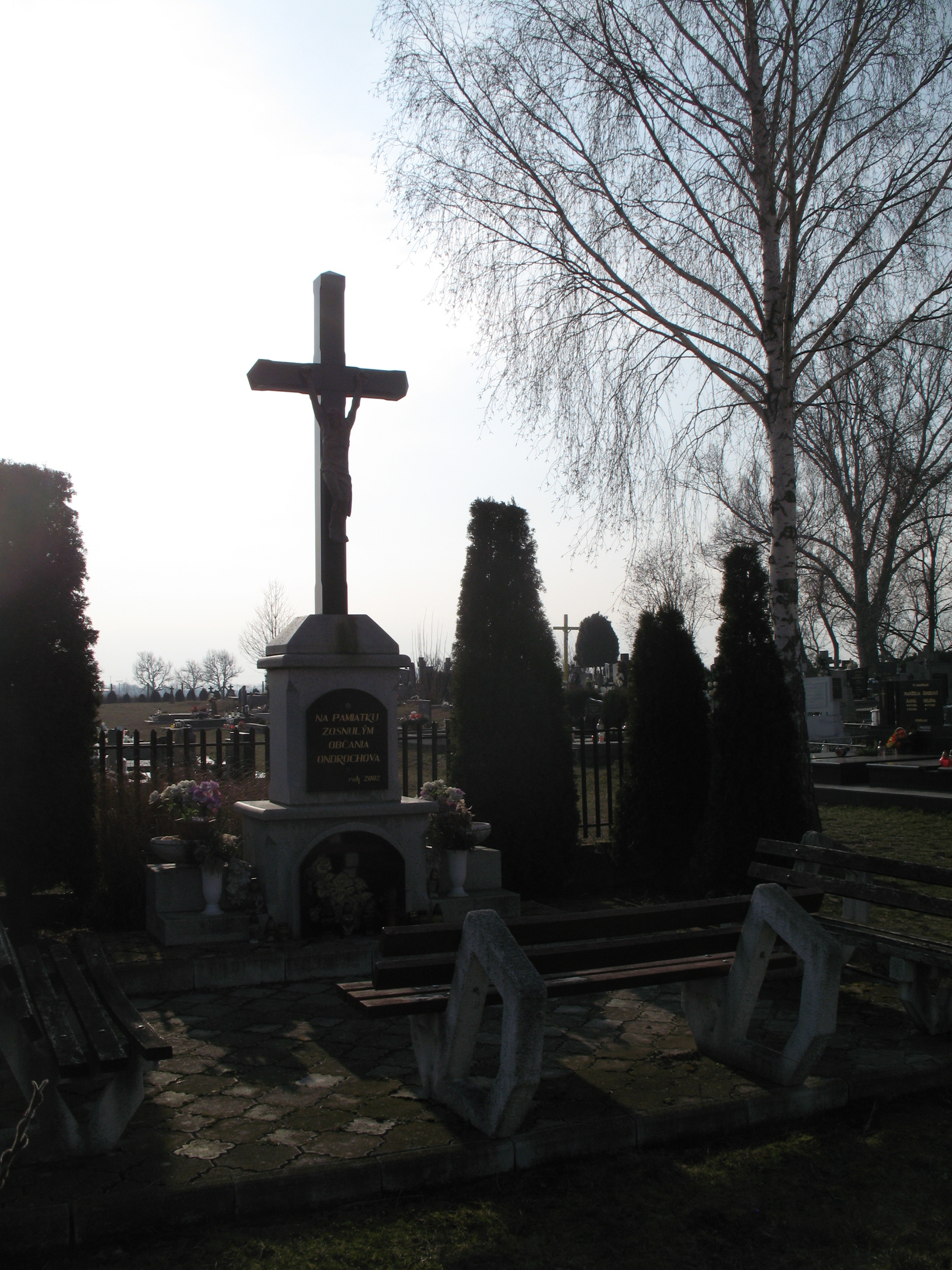
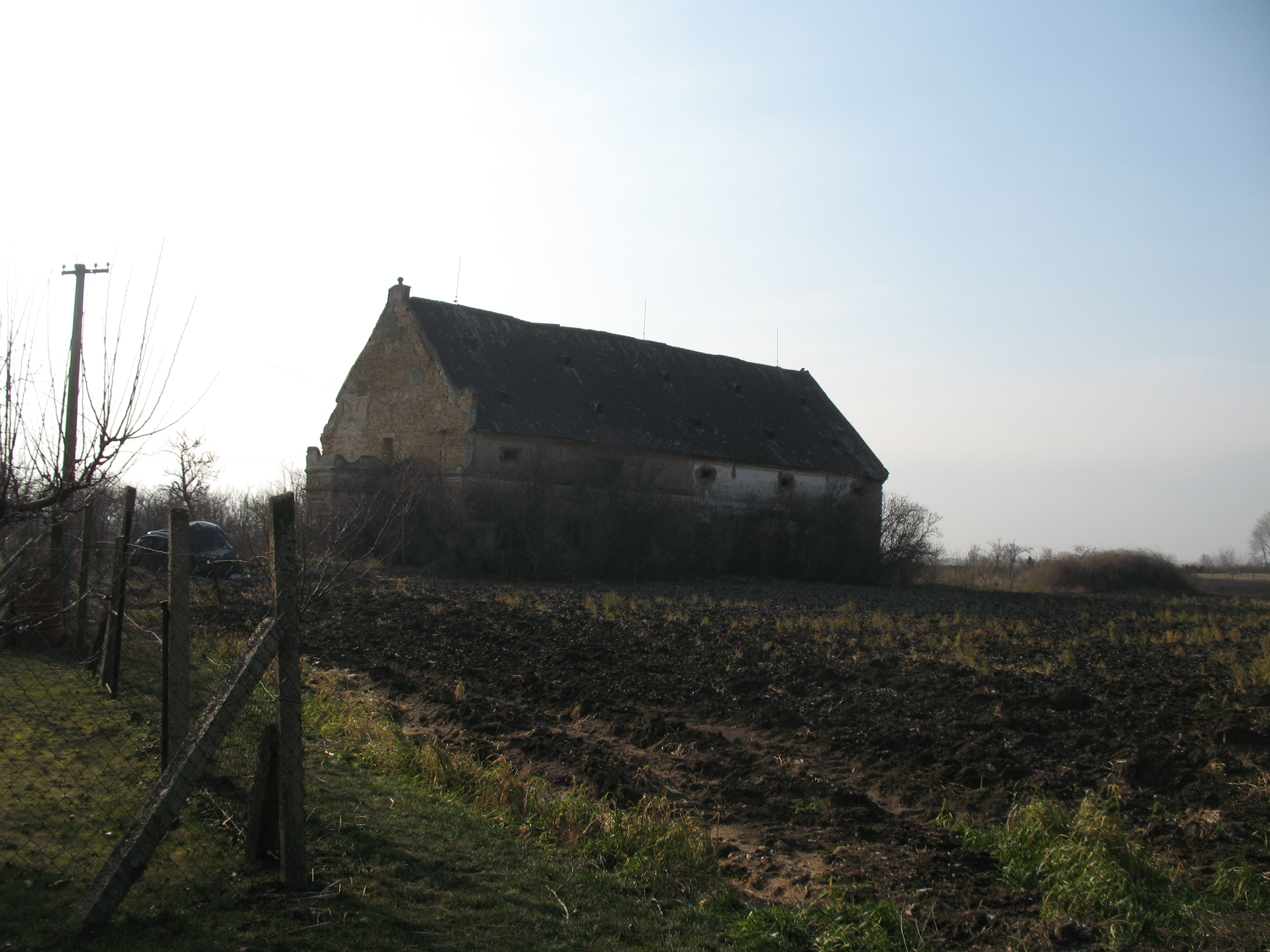
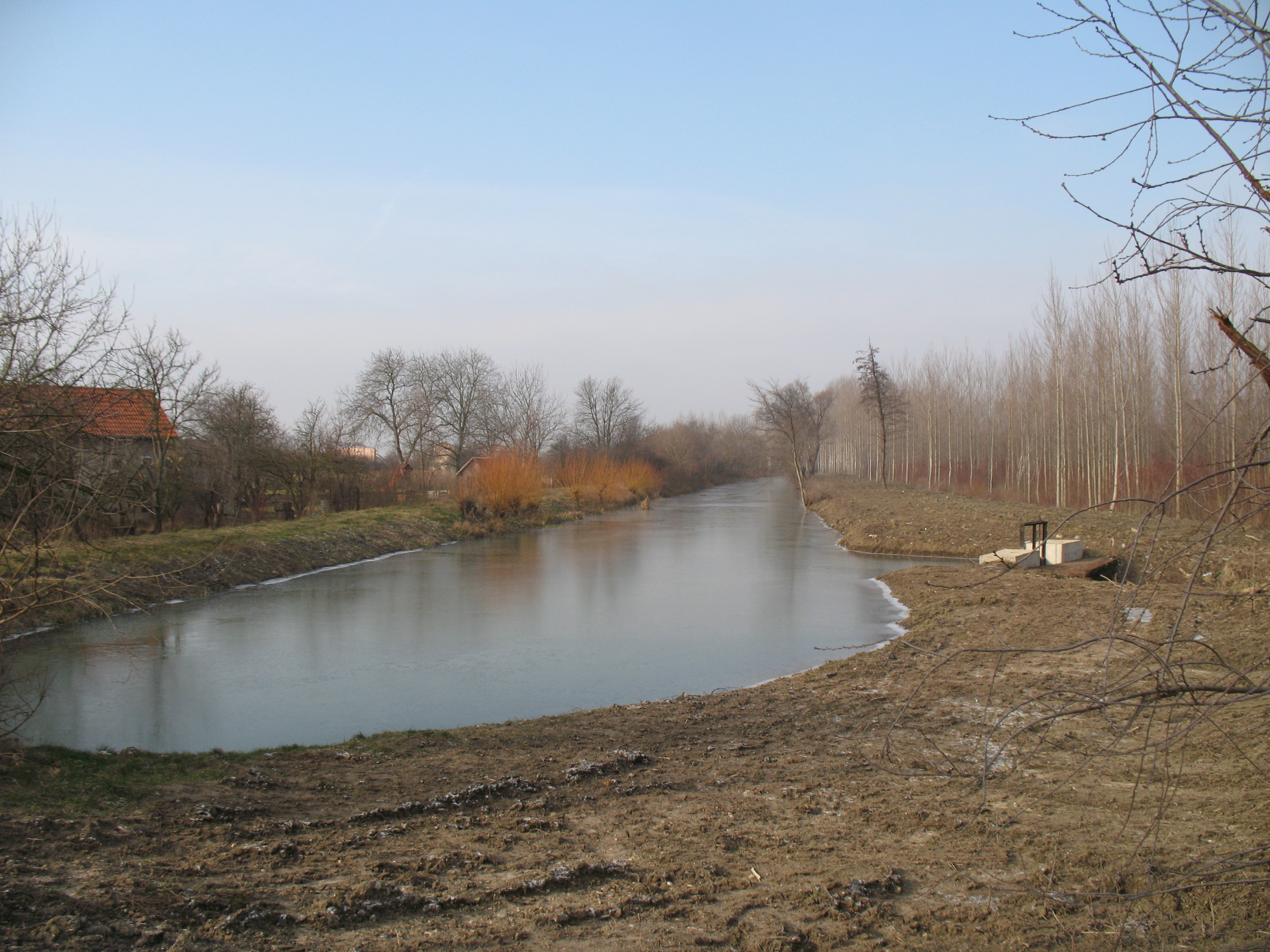

## Külső hivatkozások
- Nyitramalomszeg hivatalos oldala
- Községinfó
- Ondrohó Szlovákia térképén
- E-obce.sk Archiválva 2008. május 30-i dátummal a Wayback Machine-ben